# Thiago Alves
Thiago Alves d'Araujo, född 3 oktober 1983 i Fortaleza, är en brasiliansk MMA-utövare som sedan 2005 tävlar i organisationen Ultimate Fighting Championship. Alves började träna thaiboxning när han var 15 år gammal och två år senare började han träna MMA.
Alves gick sin första match inom MMA vid 18 års ålder och ett år senare flyttade han till Florida  i USA för att träna med American Top Team.
Han debuterade i UFC den 3 oktober 2005 och gick sedan ytterligare tio matcher innan han den 11 juli 2009 fick chansen att möta den regerande mästare Georges St-Pierre i en titelmatch i weltervikt på UFC 100. Alves förlorade matchen via domslut.